# Aka (Hongarije)
Aka (Duits: Acker) is een plaats (község) en gemeente in het Hongaarse comitaat Komárom-Esztergom. Aka telt 243 inwoners (2015).